# Sân bay Henderson Executive
Sân bay Henderson Executive (tiếng Anh: Henderson Executive Airport) (IATA: HSH, ICAO: KHND, LID FAA: HND) là một sân bay công cộng nằm cách khu kinh doanh trung tâm của thành phố Las Vegas trong quận Clark, Nevada, Hoa Kỳ khoảng 20 km về phía nam. Sân bay này thuộc sở hữu của quận Clark và vận hành bởi Phòng hàng không quận Clark. Theo Kế hoạch quốc gia của National Plan of Integrated Airport Systems  thuộc Cục Hàng không Liên bang Hoa Kỳ giai đoạn 2009-2013, nó được phân loại như là một sân bay xơ cua. Ban đầu nó được gọi là Sân bay Sky Harbor, nhưng đã được đổi tên vào năm 1996 khi nó đã được mua bởi quận Clark và sẽ được sử dụng như là một sân bay xơ cua cho sân bay quốc tế McCarran.